# Bianca Ghelber
Bianca Ghelber, född 1 juni 1990, är en rumänsk friidrottare som tävlar i släggkastning.

## Karriär
Vid europamästerskapen i friidrott 2022 tog hon guld i släggkastning. Vid europeiska spelen 2023 tog hon silver i samma disciplin.